# Escaldat

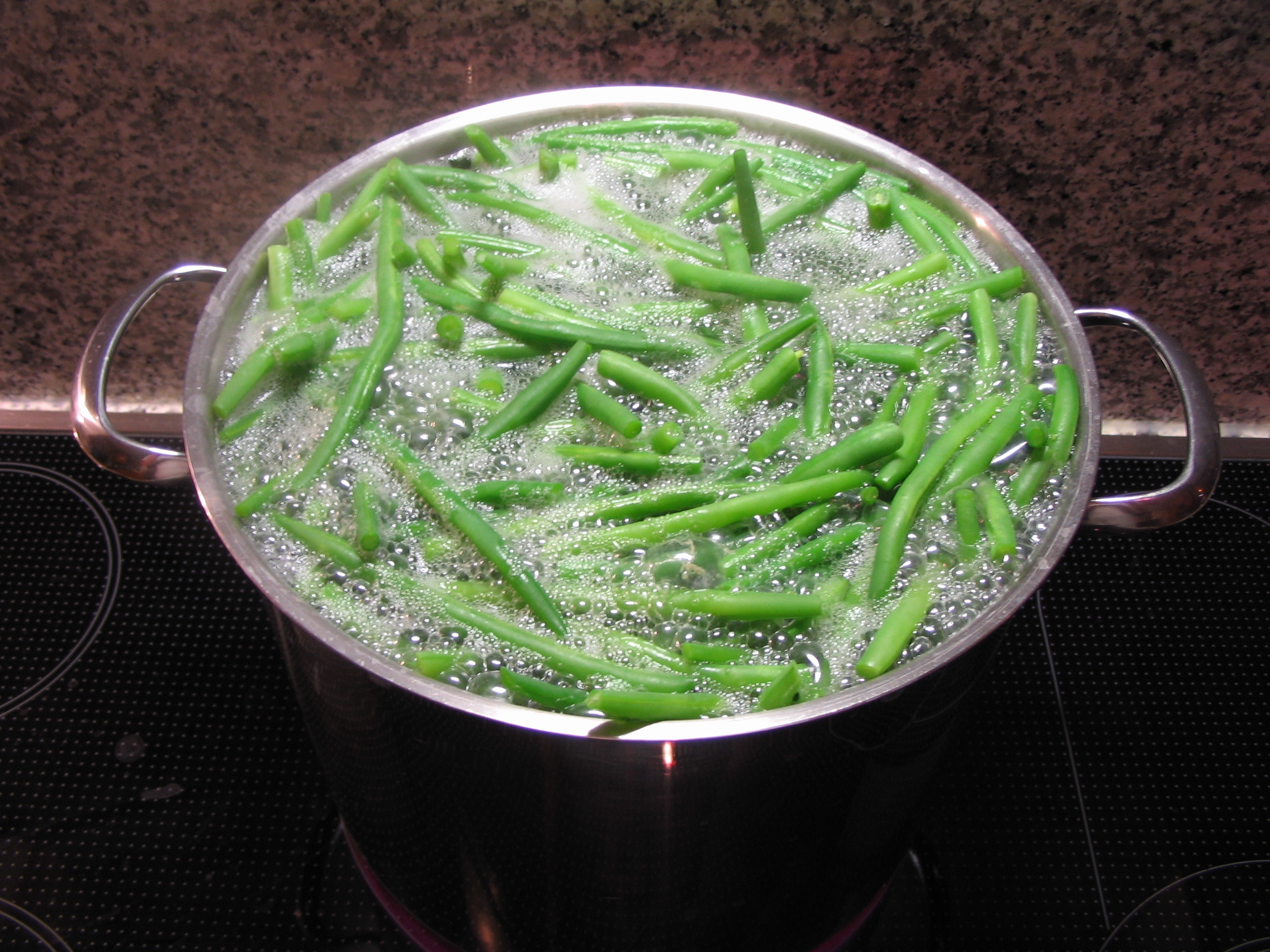
Primer moment d'escaldament d'unes mongetes verdes.

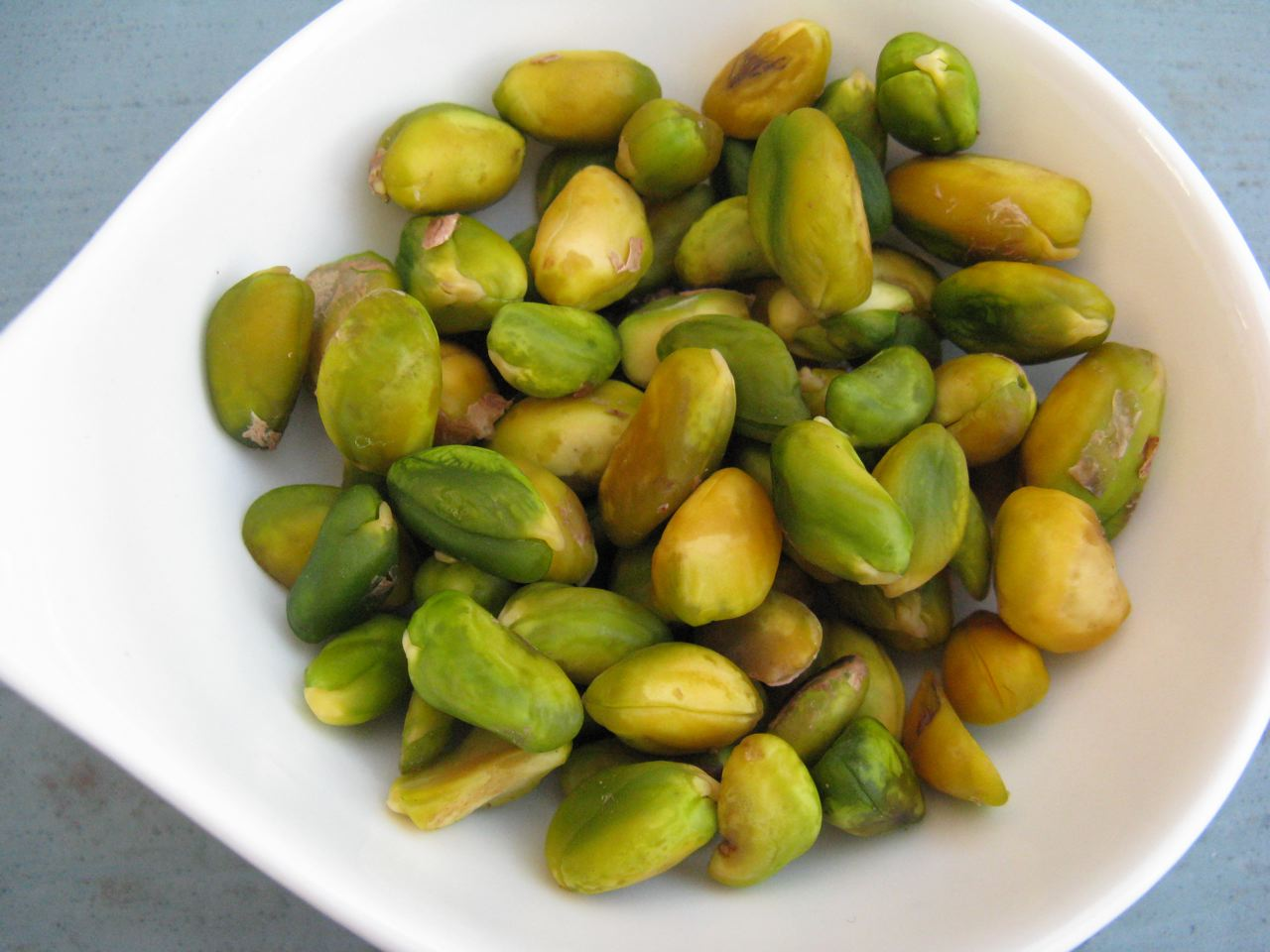
Festucs escaldats

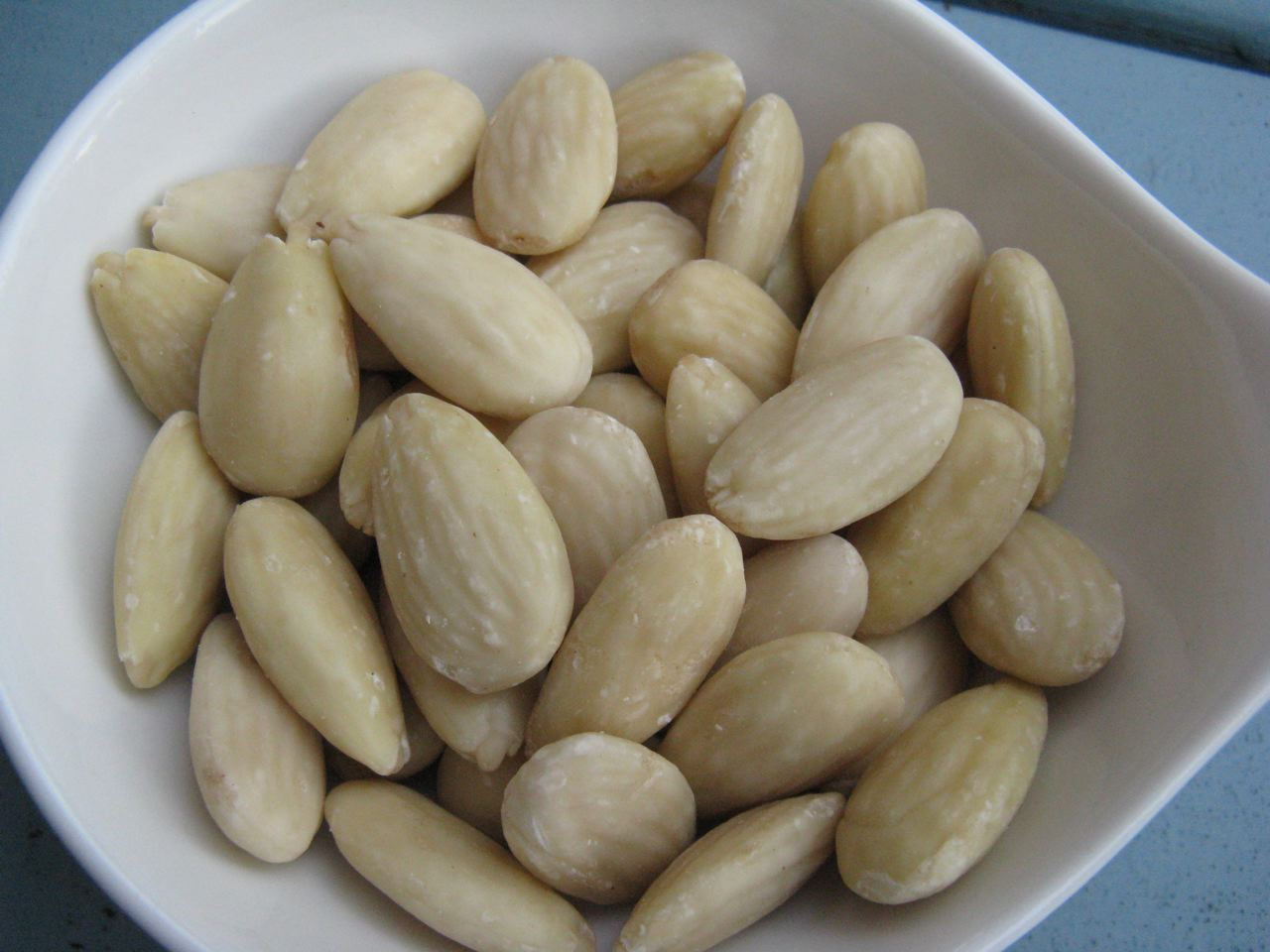
Ametlles escaldades

L'escaldada o escaldament (de 'escaldar', del llatí excaldāre, 'introduir alguna cosa en aigua calenta') és una tècnica culinària que consisteix en la cocció dels aliments en aigua o líquid molt calent (entre 70 ℃ i 100 ℃) durant un període breu de temps (entre 10 i 30 segons). Es diferencia de l'escalfat en el fet que en aquest darrer el líquid no és tan calent.

## Objectiu
Aquesta tècnica se sol utilitzar per a estovar un aliment o fer-ne més fàcil la posterior peladura (ocorre així amb les tomates). En el processament de vísceres se solen coure (Brühwurst) per tal de netejar-les per al consum humà i que restin lliures d'algunes de les seves mucoses. També sol ser una operació anterior a la depilació de certs animals sacrificats.
L'escaldament és una etapa molt emprada en les indústries alimentàries. En aquest cas, l'objectiu principal consisteix en la inactivació d'enzims i se sol realitzar com a etapa prèvia a processos de congelació. Per exemple, si es fes la congelació de pèsols sense escaldar, l'enzim polifenol oxidasa produiria un enfosquiment transformant polifenols en melanines.
El temps necessari per a l'escaldament varia entre 30 segons i dos o tres minuts.